# Слободан Савић (критичар)
Слободан Савић (Пожаревац, 1964) српски је новинар, критичар, радијски и телевизијски аутор.

## Биографија
Дипломирао општу књижевност и теорију књижевности на Филолошком факултету у Београду. Два пута је биран за уметничког директора и селектора међународног позоришног фестивала Јоакимфест (Јоаким Интер Фест), два пута за селектора Фестивала професионалних позоришта Војводине и селектора Бориних позоришних дана.
Модератор округлих столова, председник и члан жирија на домаћим и међународним позоришним фестивалима(Стеријино позорје, ИНФАНТ, Јоакимфест, Фестивал Јоаким Вујић, Фестивал професионалних позоришта Војводине, Фестивал класике, Фестивал праизведби...). Члан Удружења позоришних критичара и театролога Србије. Добитник Годишње награде Радио-телевизије Београд. Од 1989. године до данас обавља низ одговорних дужности.
Од 2002. године уредник у Културно-уметничком програму Телевизије Србије, покретач и аутор ТВ серијала Читање позоришта. Аутор и уредник хроника најзначајнијих домаћих позоришних фестивала и бројних документарних ТВ емисија и ТВ фељтона.
Од 1989. до 2002. године новинар, уредник и Одговорни уредник Редакције за културу Радио Београда 2. Покретач и аутор култног ток-шоу програма Радио парламент, серијала о позоришту Препознавање, итд. Аутор и уредник бројних емисија и серијала из области културе и уметничког стваралаштва на телевизији и радију.
Приредио антологију Кратка светска прича, аутор две књиге романсираних биографија неких од најзначајнијих и најконтроверзнијих личности домаће културне и јавне сцене: Због њих су многи губили главу и Источно и западно од раја. Аутор монографије Породичне и друге приче (о драмском стваралаштву Биљане Србљановић) и поговора за књигу првоизведених драмских текстова Првих пет.
Осим на програмима радија и телевизије, ауторске текстове, критике, колумне и фељтоне објављивао је у водећим домаћим новинама, магазинима и часописима.
Живи и ради у Београду од 1983 године.

## Награде
- Стеријина награда за позоришну критику, Нови Сад 2021[3]

## Дела
- Кратка светска прича, антологија, Браничево, Пожаревац, 1989,
- Због њих су многи губили главу, Евро, Београд, 2000,
- Источно и западно од раја, Лагуна, Београд, 2007,[4][5]
- Биљана Србљановић, породичне и друге приче, Књажевско-српски театар, Крагујевац, 2008.[6][7]

## Избор из ТВ серије Читање позоришта
Избор из ТВ серије Читање позоришта
- Нови позоришни поредак (35 година БИТЕФ-а)
- Изгон из комунистичког раја (Александар Поповић)
- Позориште и горка стварност(Душан Ковачевић)
- Режија и ангажман (Томас Остермајер)
- Амадеус Режије (Јагош Марковић)
- Дух хистриона (Љуба Тадић)
- Позориште као уточиште (Горан Марковић)
- Кроз историју и позориште Србије
- Биљана Србљановић, породичне и друге приче (Биљана Србљановић)
- Живот није бајка (Милена Марковић)
- Позориште у дослуху с временом (Егон Савин)
- Позориште као огледало историје (Вида Огњеновић)
- Неподношљива лакоћа режије (Јержи Менцл)

## ТВ фељтон
- Шербеџија, брионски разговори[8]
- Александар Аца Поповић[9]
- Дејан Мијач[10]
- Љуба Тадић, дух хистриона[11]

## Галерија
- ТВ фељтон, Брионски разговори, Раде Шербеџија и Слободан Савић
- ТВ фељтон, Брионски разговори, Раде Шербеџија и Слободан Савић
- ТВ фељтон, Брионски разговори, Слободан Савић
- Први ЈоакимИнтерФест 2006.
- Јован Ћирилов, Ања Суша и Слободан Савић, БИТЕФ 2009.
- Београдски међународни позоришни фестивал 2009.
- Новинарска екипа хронике БИТЕФ-а 2009.